# Vera Zasulitj
Vera Ivanovna Zasulitj (ryska: Вера Ивановна Засулич), född 8 oktober (gamla stilen: 27 september) 1849 i byn Michajlovka i Gzjatskij ujezd i guvernementet Smolensk, död 8 maj 1919 i Petrograd, var en rysk revolutionär. 
Zasulitj anslöt sig redan som ung flicka till den ryska revolutionära rörelsen och häktades första gången 1869 i samband med processen mot revolutionären Sergej Netjajev. Stort uppseende väckte hon genom sitt revolverattentat den 5 februari 1878 mot stadsprefekten i Sankt Petersburg general Fjodor Trepov, vilken väckt hennes indignation genom att han låtit piska en fången revolutionär student, Aleksej Boguljubov, som ej tagit av mössan vid polisgeneralens besök i fängelset. Hon frikändes av juryn den 11 april, lyckades därefter undkomma polisens efterspaningar samt emigrerade omkring 1880 till Schweiz. Där deltog hon på 1880-talet tillsammans med Georgij Plechanov i grundläggandet av den första ryska socialdemokratiska organisationen "Arbetets frigörelse" (Osvodozjdenije truda). 
Tillsammans med Plechanov och Vladimir Lenin tillhörde Zasulitj i början av 1900-talet redaktionen för den i Rysslands revolutionära rörelse inflytelserika tidningen Iskra och för tidskriften Zorja. Efter det ryska socialdemokratiska partiets klyvning i London 1903 anslöt hon sig till mensjevikerna. Hon återvände till Ryssland efter revolutionen 1917, men spelade där ej någon framträdande roll. På grund av hennes insats i den ryska revolutionsrörelsen hedrade sovjetregeringen henne med högtidlig begravning på statens bekostnad.